# Біскупець (гміна, Новомейський повіт)
Гміна Біскупець (пол. Gmina Biskupiec) — сільська гміна у північній Польщі. Належить до Новомейського повіту Вармінсько-Мазурського воєводства.
Станом на 31 грудня 2011 у гміні проживало 9641 особа.

## Територія
Згідно з даними за 2007 рік площа гміни становила 241.25 км², у тому числі:
- орні землі: 62.00%
- ліси: 27.00%

Таким чином, площа гміни становить 34.71% площі повіту.

## Населення
Станом на 31 грудня 2011:
| Опис     | Загалом | Загалом | Чоловіки | Чоловіки | Жінки | Жінки |
| -------- | ------- | ------- | -------- | -------- | ----- | ----- |
| одиниця  | осіб    | %       | осіб     | %        | осіб  | %     |
| все      | 9641    | 100     | 4872     | 50.53    | 4769  | 49.47 |
| міське   | 0       | 100     | 0        |          | 0     |       |
| сільське | 9641    | 100     | 4872     | 50.53    | 4769  | 49.47 |

## Сусідні гміни
Гміна Біскупець межує з такими гмінами: Збічно, Ілава, Кіселіце, Кужентник, Ласін, Нове-Място-Любавське, Швеце-над-Осою, Яблоново-Поморське.